# Stade Déjerine
Le stade Déjérine (aussi connu en tant que stade de la Porte de Montreuil) est un complexe sportif, situé dans le 20e arrondissement de Paris, construit dans l'entre-deux-guerres. Il est destiné au football et a pour club résident le Paris FC, où une grande partie de ses équipes de jeunes évolue depuis les années 1970, en plus de son centre d'entraînement et de formation d'Orly ouvert en 2018 et destiné aux équipes évoluant au plus haut niveau.

## Historique
En 1974 , après avoir absorbé les équipes les équipes de jeunes et les équipes amateurs de la section football du CA Montreuil, le Paris FC y emménage et le vétuste complexe est alors rénové avant d'être rebaptisé « Stade Déjérine » quelques années plus tard.
L'enceinte comprend aujourd'hui un terrain d'honneur avec pelouse synthétique, un terrain annexe, deux terrains de tennis couverts ainsi que des bâtiments abritant des vestiaires, une salle de réunion, une salle de musculation et un club-house.
Disposant à l'époque d'environ 2 500 places assises, le terrain d'honneur n'est alors plus aux normes exigées en National, niveau auquel évolue le Paris FC en 2006. Une dérogation lui fut accordée le 19 juillet 2006  jusqu'au 31 décembre 2006 pour mener à bien les travaux de conformité.
En raison de ces travaux, le stade n'est toutefois pas disponible au début de la saison 2006-2007, et le club est alors contraint de se replier provisoirement vers le stade Marville de La Courneuve pour ses trois premiers matches à domicile. La saison suivante, le Paris FC quitte finalement le stade Déjérine pour le stade Charléty, antre historique du Paris Université Club situé dans le 13e arrondissement où la capacité est bien plus importante et plus conforme pour le football de haut niveau.
L'équipe fanion du Paris FC y effectua un bref retour lors de la saison 2013-2014, alors que la capacité du stade a été réduite à 1 000 places, avant de retourner la saison suivante à Charléty  où elle y évolue encore actuellement.

## Galerie

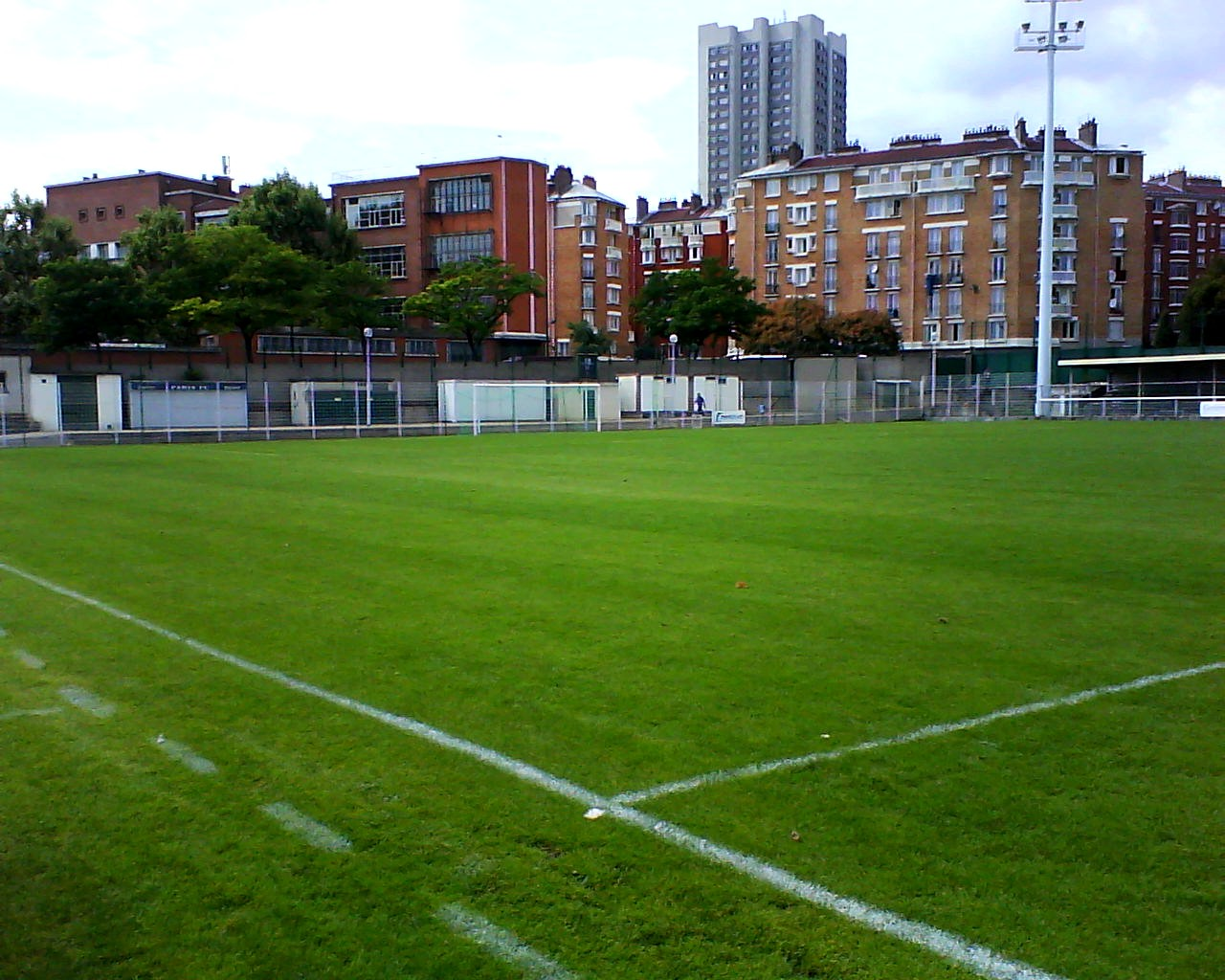
Vue de la pelouse du terrain d'honneur en 2010.